# Edward Speleers
Edward John „Ed” Speleers (ur. 7 kwietnia 1988 w Chichesterze) – brytyjski aktor filmowy i telewizyjny.

## Życiorys
Urodził się w Chichester w Anglii jako jedyny syn Johna Speleersa, konsultanta finansowego w Londynie. Matka opuściła ojca i osiedliła się w Hiszpanii, gdy miał trzy lata. Od najmłodszych lat marzył o tym, by zostać aktorem. Jego ulubionym aktorami stali się James Dean, Brad Pitt i Johnny Depp. W gimnazjum Dorset House School w Bury występował w spektaklach szekspirowskich: Hamlet i Ryszard III oraz przedstawieniu Piotruś Pan. W czerwcu 2006 zakończył naukę w elitarnym Eastbourne College we Wschodnim Sussex, gdzie napisał też sztukę Retribution, która wystawiona, wzbudziła kontrowersje przez poruszony temat pedofilii.
W 2005 ubiegał się o rolę Petera Pevensie w Opowieściach z Narnii, którą ostatecznie zagrał William Peter Moseley. W 2006 zdobył tytułową rolę w przygodowym filmie fantasy Eragon (2006), za którą był nominowany do nagrody Saturna w kategorii najlepszy młody aktor (nie miał wówczas żadnego doświadczenia ekranowego). Był zainteresowany rolą młodego Hannibala Lectera w Hannibal. Po drugiej stronie maski (2007), lecz walkę o rolę przegrał z francuskim aktorem Gaspardem Ulliel.

## Filmografia

### Filmy fabularne
- 2006: Eragon jako Eragon
- 2010: Witchville (TV) jako Jason
- 2011: A Lonely Place to Die jako Ed
- 2012: Miłosny kąsek jako Jamie
- 2016: Alicja po drugiej stronie lustra jako James Harcourt
- 2017: Pełnia życia jako Colin Campbell
- 2018: Dom, który zbudował Jack jako policjant Ed

### Seriale TV
- 2012–2014: Downton Abbey jako Jimmy Kent
- 2018: Outlander jako Stephen Bonnet

### Gry komputerowe
- 2006: Eragon: Gra (Eragon) jako Eragon (głos)
- 2016: Battlefield 1 jako Daniel Edwards (głos)